# シュネーベルク線
シュネーベルク線（ドイツ語：Schneebergbahn）は、オーストリア国鉄の鉄道線の名称である。路線番号は522。

## 運行形態
- R98系統：　(ウィーン - ) ノイシュタト - プフベルク
1時間に1本の運行。ヴィーナー・ノイシュタットで、ウィーン方面超特急(RJ)と接続する。休日に限り、一日1往復が510号線のウィーンまで直通する。
過去の運行形態
2016年以前は、夏季の平日のみ、プフベルク発エーベンフルト行が運行されていた（ノイシュタット以東は511号線に直通していた）。冬季の休日は本数が少なく、2時間に1本の運行であった。
2016年末に、511号線との直通を取りやめ、全列車線内のみの運行となった。
2018年末に、冬季の休日も1時間に1本の運行となった。
2020年末に、休日の一日1往復に限り、ウィーンに直通する様になった。

## 駅一覧
以下では、オーストリア国鉄522号線の駅と営業キロ、停車列車、接続路線などを一覧表で示す。
| 路線名 | 駅名                                       | 駅間営業キロ | 累計営業キロ | 接続路線                           | 所在地                   | 所在地                         |
| ------ | ------------------------------------------ | ------------ | ------------ | ---------------------------------- | ------------------------ | ------------------------------ |
| 522    | ヴィーナー・ノイシュタト本駅               | -            | -1.5         | 510号線、511号線、520号線、524号線 | ニーダーエスターライヒ州 | ヴィーナー・ノイシュタト市     |
| 522    | ヴィーナー・ノイシュタト・アネモネ湖駅     | 3.6          | 2.1          |                                    | ニーダーエスターライヒ州 | ヴィーナー・ノイシュタト市     |
| 522    | バト・フィーシャウ・ブルン駅               | 3.2          | 5.3          | 521号線                            | ニーダーエスターライヒ州 | ヴィーナーノイシュタトラント郡 |
| 522    | ブルン・アン・デア・シュネーベルクバーン駅 | 1.3          | 6.6          |                                    | ニーダーエスターライヒ州 | ヴィーナーノイシュタトラント郡 |
| 522    | ヴィンツェンドルフ駅                       | 3.9          | 10.5         |                                    | ニーダーエスターライヒ州 | ヴィーナーノイシュタトラント郡 |
| 522    | ウアシェンドルフ駅                         | 2.3          | 12.8         |                                    | ニーダーエスターライヒ州 | ノインキルヒェン郡             |
| 522    | ヴィレンドルフ駅                           | 2.6          | 15.4         |                                    | ニーダーエスターライヒ州 | ノインキルヒェン郡             |
| 522    | ローテングルプ駅                           | 0.7          | 16.1         |                                    | ニーダーエスターライヒ州 | ノインキルヒェン郡             |
| 522    | ウンター・ヘーフライン駅                   | 1.4          | 17.5         |                                    | ニーダーエスターライヒ州 | ノインキルヒェン郡             |
| 522    | グリュンバッハ・アム・シュネーベルク駅     | 3.1          | 20.6         |                                    | ニーダーエスターライヒ州 | ノインキルヒェン郡             |
| 522    | グリュンバッハ学校駅                       | 1.5          | 22.1         |                                    | ニーダーエスターライヒ州 | ノインキルヒェン郡             |
| 522    | グリュンバッハ石炭工場駅                   | 0.9          | 23.0         |                                    | ニーダーエスターライヒ州 | ノインキルヒェン郡             |
| 522    | プフェニングバッハ駅                       | 3.9          | 26.9         |                                    | ニーダーエスターライヒ州 | ノインキルヒェン郡             |
| 522    | プフベルク・アム・シュネーベルク駅         | 1.1          | 28.0         | 523号線                            | ニーダーエスターライヒ州 | ノインキルヒェン郡             |